# Florence Jaugey
Florence Jaugey (Niza, Francia, 22 de junio de 1959) es una actriz, directora, y productora de cine francesa radicada en Nicaragua desde 1989.

## Educación y carrera profesional
Florence Jaugey estudió arte dramático en la Escuela Nacional Superior de Artes y Técnicas de Teatro conocida por sus siglas en francés como ENSATT (École Nationale Supérieure des Arts et Tecniques du Théâtre), que en el año 1979 se localizaba en la ciudad de París y era conocida por el nombre de École de la Rue Blanche De 1979 a 1989, trabajó  como actriz en Francia. En el año 1984, viajó a Nicaragua para protagonizar la película El Señor Presidente, del director cubano Manuel Octavio Gómez.

## Camila Films
En 1989 fundó en Managua la compañía productora independiente Camila Films (Nicaragua) con su pareja el camarógrafo y cineasta nicaragüense Frank Pineda, con el propósito de dar a conocer por medio del cine diferentes facetas de la realidad de la vida en Nicaragua desde un punto de vista social y con un enfoque particular hacia los sectores marginados.
En 1993 Jaugey se trasladó por un tiempo a México, D.F., donde impartió clases en El C.C.C (Centro de Capacitación Cinematográfica) y, simultáneamente,  en la escuela del maestro Ludwik Margules, y dirigió una obra de Molière El médico a palos. Tras regresar a Nicaragua, colaboró en la producción de La canción de Carla (1996), del director británico Ken Loach. Realizó numerosos documentales y cortometrajes; su primer largometraje, La Yuma (2010),fue  la primera película nicaragüense en 20 años, la cual ganó más de una docena de premios internacionales y fue la candidata por Nicaragua a la Mejor Película Extranjera en los Premios Óscar de 2011, aunque no alcanzó la nominación. Su segundo largometraje de ficción, cuya postproducción comenzó en 2013, se titula La Pantalla Desnuda.

## Reconocimientos y premios
- En 1998, ganó el Oso de Plata y el Premio Eucumenico en La Berlinale por su corto metraje Cinema Alcázar.
- En 2001 es merecedora del Premio de la Sociedad de Autores en el Festival Internacional de Documentales “Cinéma du Réel” en el Museo de Artes modernas de París. Francia, por su Documental filmado en una cárcel de Nicaragua; La Isla de los Niños Perdidos.
- En el 2011 Florence Jaugey recibió la condecoración Orden de la Independencia Cultural Rubén Darío[11] que entrega el Presidente de la República de Nicaragua a artistas destacados.

- En 2010, La Yuma gana 18 premios en Festivales Internacionales, incluyendo  el Premio New Art Sound del Festival Internacional de Cine de Guadalajara, México.[12]

## Filmografía
Florence Jaugey ha participado en numerosas producciones como actriz, directora, guionista y productora
Actriz
| Año  | Obra                      | Comentarios                            |
| ---- | ------------------------- | -------------------------------------- |
| 1980 | Les 400 coups de Virginie | Serie de televisión                    |
| 1981 | Carte Vermeil             | Película para televisión,              |
| 1982 | Debureau                  | Obra de teatro filmada para televisión |
| 1982 | Le caveau de famille      | Serie de televisión                    |
| 1982 | Au theater ce soir        | Serie de televisión                    |
| 1983 | Bruler les planches       | Televisión                             |
| 1984 | El Señor Presidente       | Película                               |

Actriz de Teatro en Francia 1979-1988
| Obra                                                                   | Teatro                                                 |
| ---------------------------------------------------------------------- | ------------------------------------------------------ |
| Les femmes savantes - Molière                                          | Teatro Fontaine                                        |
| Le mariage forcé - Molière                                             | Teatro du Nain Jaune                                   |
| Los amores de Don Perlimplin con Belise en su Jardín - F. García Lorca | Teatro de Marais                                       |
| Il ne faut jurer de rien - A. de Musset                                | Festival du Marais                                     |
| Debureau - Sacha Guitry                                                | Teatro Edouard VII                                     |
| Autos Scramentales - Calderón                                          | Teatro de Chaillot                                     |
| Le caveau de famille - Pierre Chesnot                                  | Teatro Marigny                                         |
| L.I.F. - Liga Improvisación Francesa                                   | Teatro varios - gira de tres años en Francia           |
| Les exilés - James Joyce                                               | Teatro de Celestins                                    |
| L'avare - Molière                                                      | Teatro de Celestins                                    |
| Le dindon - Feydau                                                     | Teatro de Celestins                                    |
| Hernani - Victor Hugo                                                  | Les rencontres du Palais Royal, Teatro du Palais Royal |
| Les esprit - Albert Camus                                              | Festival d'Angers                                      |

Directora, productora, y guionista
| Año       | Obra                                   | Comentarios                                                         |
| --------- | -------------------------------------- | ------------------------------------------------------------------- |
| 1990      | Retrato de la Paz                      | Documental                                                          |
| 1992      | La Hora de los Generales               | Documental                                                          |
| 1993      | Muerto de Miedo                        | Documental                                                          |
| 1999      | El día que me quieras                  | Documental                                                          |
| 2001      | La isla de los niños perdidos          | Documental, premio de la Sociedad de Autores, Cinéma du Réel, París |
| 2004      | De niña a madre (Episodio 1)           | Documental                                                          |
| 2005      | Historia de Rosa                       | Documental                                                          |
| 2007      | De niña a madre (Episodio 1 y 2)       | Documental                                                          |
| 2008      | Managua, Nicaragua is a beautiful town | Documental                                                          |
| 2010      | La Yuma                                | Largometraje (drama, ficción) candidata a los Premios Óscar 2011    |
| 2012      | El engaño                              | Documental sobre tráfico humano                                     |
| 2013      | Días de clase                          | Documental sobre educación rural                                    |
| 2014 2018 | La Pantalla Desnuda Un trozo de azul   | Largometraje de ficción Documental                                  |

Directora
| Año  | Obra                 | Comentarios                                                                     |
| ---- | -------------------- | ------------------------------------------------------------------------------- |
| 1997 | Cinema Alcázar       | Cortometraje ganador del Oso de Plata (Premio de Jurado) 1998 Berlinale, Berlín |
| 1997 | El que todo lo puede | Documental                                                                      |